# IDSL
IDSL (ang. Integrated Services Digital Network DSL) jest skrótem od ISDN DSL. Technika IDSL to nic innego jak rodzaj łącza DSL wykonany z wykorzystaniem takiej samej linii dostępowej, jak w cyfrowych sieciach telefonicznych ISDN (cyfrowa linia dzierżawiona na łączu ISDN).
Technika pozwala przesyłać dane przez istniejące linie telefoniczne (w trybie symetrycznym) z szybkością 128 kb/s. Maksymalna długość takiego połączenia wynosi 6 km (można ją zwiększyć, używając wzmacniaków).